# Asota banavia
Asota banavia là một loài bướm đêm trong họ Erebidae.